# Station Massy - Verrières
Station Massy-Verrières is een spoorwegstation aan de spoorlijn Choisy-le-Roi - Massy-Verrières en de spoorlijn Paris-Luxembourg - Limours. Het ligt in de Franse gemeente Massy, in het departement van Essonne (Île-de-France).

## Geschiedenis
Het station is op 29 juli 1854 geopend aan de toenmalige Ligne de Sceaux, nu deel van de RER B. Op 18 oktober 1886 kwam het station ook te liggen aan de spoorlijn Choisy-le-Roi - Massy - Verrières.

## Ligging
Het station ligt op kilometerpunt 24,517 van de spoorlijn Choisy-le-Roi - Massy-Verrières.

## Diensten
Het station wordt aangedaan door verschillende RER-treinen:
- RER B: tussen Saint-Rémy-lès-Chevreuse en Aéroport Charles de Gaulle 2 TGV/Mitry - Claye
- RER C: tussen Pontoise en Massy-Palaiseau. Sommige treinen hebben in plaats van Pontoise Montigny - Beauchamp als eindpunt, in verband met capaciteitsproblemen.

## Aansluitmogelijkheden
- RATP-busnetwerk
  - twee buslijnen

- Paladin
  - twee buslijnen

## Vorige en volgende stations
| Richting                    | Vorig station   | Lijn  | Volgend station | Richting                                             |
| --------------------------- | --------------- | ----- | --------------- | ---------------------------------------------------- |
| Saint-Rémy-lès-Chevreuse B4 | Massy-Palaiseau | RER B | Les Baconnets   | Aéroport Charles de Gaulle 2 TGV B3 Mitry - Claye B5 |
| Massy-Palaiseau C2          | Massy-Palaiseau | RER C | Chemin d'Antony | Pontoise                                             |